# Кубок УРСР з волейболу серед жінок
Кубок УРСР з волейболу серед жіночих команд — щорічний турнір з волейболу, який проводився під егідою Федерації волейболу УРСР. Засновано у 1946 році.

## Призери
| Сезон | Володар                         | Фіналіст                        |
| ----- | ------------------------------- | ------------------------------- |
| 1946  | «Медик»-«Сокіл»(Київ)           | «Буревісник»-«Медик»(Харків)    |
| 1947  | «Буревісник»-«Медик»(Харків)    | Львів                           |
| 1948  | «Буревісник»-«Медик»(Харків)    |                                 |
| 1949  | «Буревісник»-«Медик»(Харків)    | «Медик»-«Сокіл»(Київ)           |
| 1950  | «Буревісник»-«Медик»(Харків)    | «Медик»-«Сокіл»(Київ)           |
| 1951  | «Буревісник»-«Медик»(Харків)    | «Медик»-«Сокіл»(Київ)           |
| 1952  | «Буревісник»-«Медик»(Харків)    | «Медик»-«Сокіл»(Київ)           |
| 1953  | «Медик»-«Сокіл»(Київ)           | «Буревісник»-«Медик»(Харків)    |
| 1954  | «Медик»-«Сокіл»(Київ)           | «Буревісник»-«Медик»(Харків)    |
| 1955  | «Буревісник»-«Медик»(Харків)    | «Медик»-«Сокіл»(Київ)           |
| 1956  | «Буревісник»-«Медик»(Харків)    | «Буревісник»-«Джинестра»(Одеса) |
| 1957  | «Буревісник»-«Джинестра»(Одеса) | «Медик»-«Сокіл»(Київ)           |
| 1958  | «Буревісник»-«Джинестра»(Одеса) |                                 |
| 1959  | «Буревісник»(Харків)            | «Буревісник»-«Джинестра»(Одеса) |
| 1960  | «Буревісник»-«Джинестра»(Одеса) | «Буревісник»-«Сокіл»(Київ)      |
| 1961  | «Буревісник»-«Джинестра»(Одеса) | «Буревісник»-«Сокіл»(Київ)      |
| 1962  | «Буревісник»-«Сокіл»(Київ)      | «Буревісник»-«Джинестра»(Одеса) |
| 1963  | «Буревісник»-«Джинестра»(Одеса) | «Буревісник»-«Сокіл»(Київ)      |
| 1964  | «Буревісник»-«Сокіл»(Київ)      | «Буревісник»-«Джинестра»(Одеса) |
| 1965  | «Буревісник»-«Джинестра»(Одеса) | «Буревісник»-«Сокіл»(Київ)      |
| 1966  | «Буревісник»-«Сокіл»(Київ)      | «Буревісник»-«Джинестра»(Одеса) |
| 1967  | «Буревісник»-«Джинестра»(Одеса) | «Спартак»(Харків)               |
| 1968  | «Буревісник»-«Джинестра»(Одеса) | «Буревісник»-«Сокіл»(Київ)      |
| 1969  | «Буревісник»-«Джинестра»(Одеса) | «Буревісник»-«Сокіл»(Київ)      |
| 1970  | «Буревісник»-«Джинестра»(Одеса) | «Буревісник»-«Сокіл»(Київ)      |
| 1971  | «Буревісник»-«Джинестра»(Одеса) | «Буревісник»-«Сокіл»(Київ)      |
| 1972  | «Буревісник»-«Джинестра»(Одеса) | «Іскра»(Луганськ)               |
| 1973  | «Спартак»(Харків)               | «Іскра»(Луганськ)               |
| 1974  | «Спартак»(Харків)               | «Медін»-«Джинестра»(Одеса)      |
| 1975  | «Іскра»(Луганськ)               | «Буревісник»-«Сокіл»(Київ)      |
| 1976  | «Хімік»(Сєвєродонецьк)          | «Іскра»(Луганськ)               |
| 1977  | «Іскра»(Луганськ)               | «Медін»-«Джинестра»(Одеса)      |
| 1978  | «Орбіта»(Запоріжжя)             | Біла Церква                     |
| 1979  | «Медін»-«Джинестра»(Одеса)      | «Сокіл»(Київ)                   |
| 1980  | «Іскра»(Луганськ)               | «Орбіта»(Запоріжжя)             |
| 1981  | «Медін»-«Джинестра»(Одеса)      | «Іскра»(Луганськ)               |
| 1982  | «Медін»-«Джинестра»(Одеса)      | «Іскра»(Луганськ)               |
| 1983  | «Медін»-«Джинестра»(Одеса)      | «Іскра»(Луганськ)               |
| 1984  | «Орбіта»(Запоріжжя)             | «Іскра»(Луганськ)               |
| 1985  | «Орбіта»(Запоріжжя)             | «Медін»-«Джинестра»(Одеса)      |
| 1986  | «Орбіта»(Запоріжжя)             | «Іскра»(Луганськ)               |
| 1987  | «Орбіта»(Запоріжжя)             | «Медін»-«Джинестра»(Одеса)      |
| 1988  | «Орбіта»(Запоріжжя)             | «Медін»-«Джинестра»(Одеса)      |
| 1989  | «Орбіта»(Запоріжжя)             | «Медін»-«Джинестра»(Одеса)      |
| 1990  | «Орбіта»(Запоріжжя)             | «Іскра»(Луганськ)               |
| 1991  | «Орбіта»(Запоріжжя)             | «Медін»-«Джинестра»(Одеса)      |